# Adelina Pastor
Adelina Dorina Pastor (Zalău, 5 maggio 1993) è un'ex velocista rumena.

## Palmarès
| Anno | Manifestazione              | Sede           | Evento            | Risultato  | Prestazione | Note                                     |
| ---- | --------------------------- | -------------- | ----------------- | ---------- | ----------- | ---------------------------------------- |
| 2009 | Mondiali allievi            | Bressanone     | 400 m piani       | 5ª         | 55"59       |                                          |
| 2009 | Mondiali allievi            | Bressanone     | Staffetta svedese | Bronzo     | 2'09"25     |                                          |
| 2010 | Mondiali juniores           | Moncton        | 200 m piani       | Semifinale | 24"04       |                                          |
| 2010 | Mondiali juniores           | Moncton        | 400 m piani       | Semifinale | 54"47       |                                          |
| 2010 | Mondiali juniores           | Moncton        | 4×400 m           | Batteria   | dq          |                                          |
| 2011 | Europei juniores            | Tallinn        | 400 m piani       | Finale     | dq          |                                          |
| 2012 | Mondiali indoor             | Parigi         | 4×400 m           | 4ª         | 3'33"41     |                                          |
| 2012 | Europei                     | Helsinki       | 400 m piani       | Batteria   | 54"35       |                                          |
| 2012 | Mondiali juniores           | Barcellona     | 400 m piani       | Semifinale | 53"28       |                                          |
| 2012 | Mondiali juniores           | Barcellona     | 4×400 m           | Batteria   | dq          |                                          |
| 2013 | Campionati balcanici indoor | Istanbul       | 400 m piani       | Oro        | 54"17       |                                          |
| 2013 | Europei under 23            | Tampere        | 400 m piani       | 5ª         | 52"44       | Miglior prestazione personale            |
| 2013 | Europei under 23            | Tampere        | 4×400 m           | Argento    | 3'30"28     |                                          |
| 2013 | Campionati balcanici        | Stara Zagora   | 400 m piani       | Oro        | 52"76       |                                          |
| 2013 | Campionati balcanici        | Stara Zagora   | 4×400 m           | Oro        | 3'29"13     |                                          |
| 2013 | Mondiali                    | Mosca          | 4×400 m           | 6ª         | 3'28"40     |                                          |
| 2013 | Giochi della Francofonia    | Nizza          | 400 m piani       | 6ª         | 54"80       |                                          |
| 2013 | Giochi della Francofonia    | Nizza          | 4×400 m           | Oro        | 3'29"81     |                                          |
| 2014 | Mondiali indoor             | Sopot          | 4×400 m           | Batteria   | 3'38"18     |                                          |
| 2014 | Campionati balcanici        | Pitești        | 4×400 m           | Oro        | 3'31"02     |                                          |
| 2014 | Europei                     | Zurigo         | 400 m piani       | Batteria   | 53"30       |                                          |
| 2014 | Europei                     | Zurigo         | 4×400 m           | Batteria   | 3'33"84     |                                          |
| 2015 | Europei indoor              | Praga          | 400 m piani       | Batteria   | 53"37       |                                          |
| 2016 | Campionati balcanici indoor | Istanbul       | 4×400 m piani     | Oro        | 3'36"02     |                                          |
| 2016 | Mondiali indoor             | Portland       | 4×400 m           | Bronzo     | 3'31"51     |                                          |
| 2016 | Europei                     | Amsterdam      | 400 m piani       | Semifinale | 52"90       | Miglior prestazione personale stagionale |
| 2016 | Europei                     | Amsterdam      | 4×400 m           | 8ª         | 3'30"63     |                                          |
| 2016 | Campionati balcanici        | Pitești        | 4×400 m           | Oro        | 3'31"26     |                                          |
| 2016 | Giochi olimpici             | Rio de Janeiro | 4×400 m           | Batteria   | 3'29"87     |                                          |